# Chanson à boire
Pour les articles homonymes, voir Chanson à boire (homonymie).

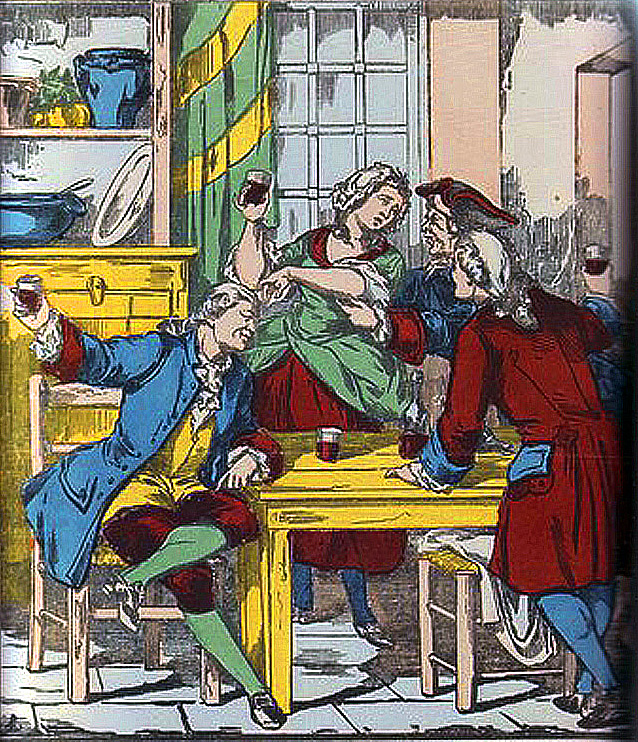
Amis, il faut faire une pause :
J'aperçois l'ombre d'un bouchon,
Buvons à l'aimable Fanchon…
Pour elle faisons quelque chose.

Une chanson à boire est une chanson de fin de repas qui encourage la consommation de vin, parfois plus largement d'alcool. Les chansons à boire sont généralement interprétées en groupe : pour les repas de famille, les banquets de mariage, les fêtes étudiantes...

## Constitution des chansons
Même s'il est difficile d'établir un modèle commun à toutes les chansons à boire, celles-ci partagent au moins les traits suivants :
- la présence de nombreuses incitations explicites à la consommation ;
- des passages prévus pour s'arrêter de chanter et boire un verre cul-sec ;
- la grande variété des mélodies : si certaines sont peu élaborées, ne comportant qu'une ou deux phrases musicales et une faible étendue vocale, d'autres au contraire requièrent une grande tessiture ou bénéficient d'une polyphonie savante — par exemple, le célèbre Tourdion, publié par Pierre Attaingnant au XVIe siècle.

Le style musical de la chanson à boire la rapproche beaucoup de la chanson paillarde, et cette dernière peut être une chanson à boire en même temps. On note cependant que la réciproque est fausse : une chanson à boire n'a pas pour but d'être grivoise.

## Exemples
- Chevaliers de la table ronde
- Un air bien connu de Gabriel Bataille : « Boute, boute, boute, boute compagnon, vide-nous ce verre et nous le remplirons… », revivifié par Tri Yann avec leur « Chanson à boire » ;
- « Il est des nôtres, il a bu son verre comme les autres… » ;
- La Vigne au vin
- Au 31 du mois d'Août (« Buvons un coup, buvons-en deux, à la santé des amoureux, à la santé du roi de France, et merde pour le roi d'Angleterre, qui nous a déclaré la guerre… »). Chanson s'inspirant de la prise du Kent par Robert Surcouf à bord de La Confiance, le 7 octobre 1800 (bien que la date ne soit pas la même).
- « 51 je t'aime et j'en boirai des tonneaux (et des tonneaux) à me rouler par-terre dans tous les caniveaux… »
- L'à-fond liégeois a fait quelques naître quelques chansons : De Frontibus [2],[3]
- « Et il parait que les rouennais s'étaient noyés dans une cuve de calvados... ». Chanson à boire entonnée par les étudiants de Rouen.
- « Buvons un coup, ma serpette est perdue, mais le manche est revenu… »
- Boire un petit coup
- Le tourdion, chanson à boire du XVIe siècle.
- « J'ai deux amours, la kanterbrau, la kronenbourg… »
- Viens boire un p'tit coup à la maison de Licence IV (groupe)
- Fanchon
- À la santé de Noé et Alexandre, dont le nom a rempli la terre[4], typiques de la Vallée d'Aoste.
- Du rhum, des femmes de Soldat Louis